# Keish

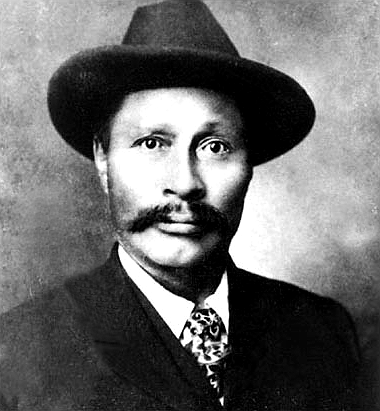
Keish (Skookum Jim Mason)

Keish (* um 1855; † 11. Juli 1916 in Whitehorse), besser bekannt als Skookum Jim Mason oder Skookum Jim, war ein Angehöriger der Tagish First Nation im kanadischen Yukon. Er oder seine Schwester gelten als diejenigen, deren Goldfund den Klondike-Goldrausch auslöste. Keish kam, nachdem er als Lastträger, Expeditionspfadfinder und Goldsucher gearbeitet hatte, zu beträchtlichem Vermögen, doch hätte er es, wie viele Goldsucher, beinahe verprasst. Er schloss mit einer der Eisenbahngesellschaften einen Vertrag, sodass sie ihre Schienen über sein Land verlegen durfte. Die Berechtigung dazu gaben ihm die Zugehörigkeit und die Positionen seiner Eltern innerhalb der Clansysteme: Von der einen Seite war sein Vater Oberhaupt des Krähenclans der Tlingit, von der anderen war seine Mutter Oberhaupt des Wolfsclans der Tahltan.

## Leben
Keish wurde unweit des Bennett-Sees als Sohn einer Tahltan-Frau in der Nähe von Telegraph Creek geboren. Da die Tahltan matrilinear sind, war er damit ein Angehöriger dieses Stammes. Sein Vater war Kaachgaawáa, Oberhaupt des Krähenclans der Tlingit, seine Mutter Gus’dutéen vom Wolfsclan. Keish heiratete eine Tlingit namens Daakuxda.éit, mit der er eine Tochter hatte. Die Ehe zwischen seinen Eltern war kein Zufall, denn die an der Küste lebenden Tlingit standen in engen Handelsbeziehungen zu den Tahltan und Tagish des Hinterlandes.

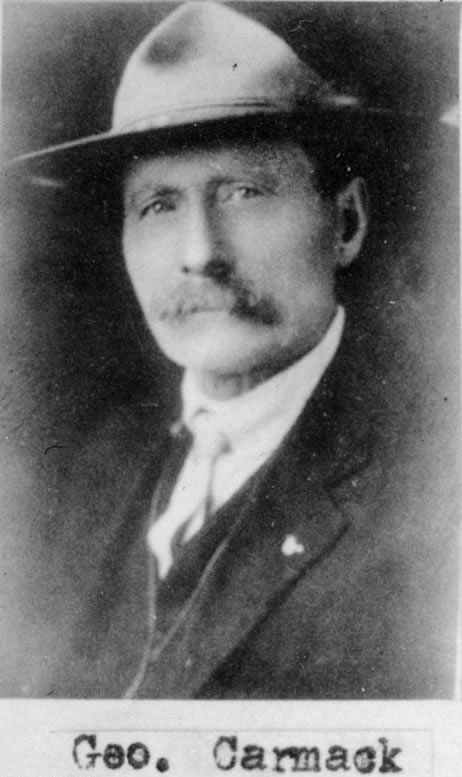
George Washington Carmack, um 1900

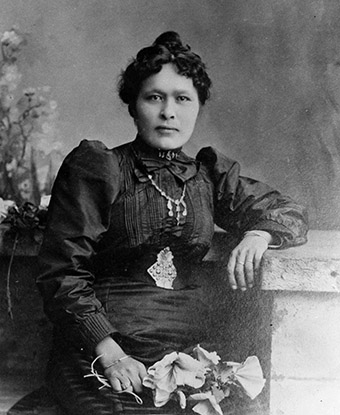
Keishs Schwester Shaaw Tláa, als Kate Carmack verheiratet, 1898

Keishs Familie lebte zunächst in der Nähe von Carcross. In den 1880er Jahren arbeitete er als Träger am Chilkoot Pass, wo er aufgrund seiner enormen Körperkraft auffiel. Diese brachte ihm den Beinamen Skookum ein, was im lokal gebräuchlichen Chinook so viel wie ‚stark‘, ‚groß‘ oder ‚zuverlässig‘ bedeutet. Er war einer der besten Jäger und Fallensteller in der Region.
Als William Ogilvie den oberen Yukon bereiste, unterstützte Keish ihn. Zudem zeigte er Mitgliedern der Expedition den Weg über den White Pass, eine der beiden Verbindungen zum Pazifik.
Seine Schwester Shaaw Tláa lebte ab Ende 1888 mit George Carmack zusammen, was zu dieser Zeit als Eheschließung anerkannt wurde. Carmack arbeitete als Packer in Dyea an der Pazifikküste Alaskas. Seine Frau nahm den Namen Kate Carmack an. Keish, Carmack und sein Neffe Káa Goox, bekannter als Dawson Charlie oder Tagish Charlie, bildeten eine Gesellschaft und arbeiteten als Träger am Chilkoot-Pass. 1888 suchten sie erstmals gemeinsam nach Gold, 1889 gingen sie in die Region um Forty Mile.

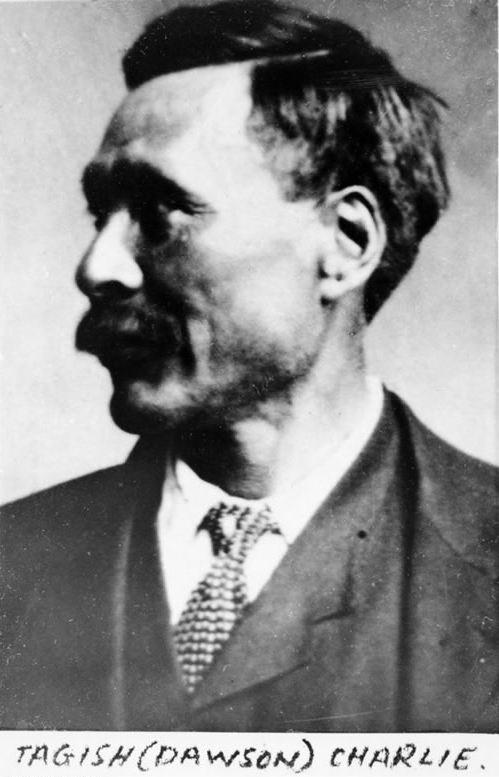
Keishs Neffe Káa Goox, auch als Dawson Charlie oder Tagish Charlie bekannt

Keish führte im August 1896 von Carcross aus seinen Neffen Káa Goox und seine Nichte Koołseen (Patsy Henderson) den Yukon abwärts. An der Mündung des Klondike trafen sie auf George Carmack und Kate, die Lachs fingen. Sie hatten ihre dreijährige Tochter dabei. Auf dem Weg trafen sie auch Robert Henderson, der südlich vom Klondike am Indian River nach Gold gesucht hatte. Henderson machte jedoch klar, dass er keine Indianer in seiner Nähe dulden würde, und weigerte sich, ihnen Tabak zu verkaufen. Damit entging ihm die Gelegenheit am entscheidenden Goldfund teilzuhaben, denn am 16. August 1896 fand die Tagish-Gruppe Gold am Bonanza Creek, der zu dieser Zeit noch Rabbit Creek hieß.
Doch sie konnte angesichts des Rassismus, der hier vorherrschte, keinen Claim anmelden. Diese Aufgabe fiel daher Kates Ehemann George zu. 25 Goldsucher vom Fortymile River und vom Stewart River kamen eilig zu den Claims am Bonanza, Eldorado und Hunker Creek, noch bevor Carmack  seinen Claim beanspruchen konnte, den er am 24. September 1896 beim Commissioner Charles Constantine bestätigt erhielt, indem er seine Anmeldung aus dem 80 km entfernten Forty Mile vorlegte. Die drei Männer fanden große Mengen des begehrten Edelmetalls und teilten sich am Ende rund eine Million Dollar.
Der Goldrausch brachte Zehntausende von Goldsuchern und Glücksrittern in den Yukon, bald beförderten weit über 100 Schiffe auf den Flüssen Menschen und Waren, und es entstanden Eisenbahnverbindungen. Keish handelte mit der White Pass Railway einen Vertrag aus, der es der Eisenbahngesellschaft erlaubte, Schienen über sein Land zu legen, wenn sie Arbeit an die Carcross und Tagish vergaben, also die umwohnenden Indianer. Dieser Vertrag gilt als erste Anerkenntnis von Landansprüchen durch eine Gesellschaft.
Keish versuchte sich als Jim Mason zu assimilieren und baute 1898 für sich, seine Frau und seine Tochter ein großes Haus in Carcross, das zu dieser Zeit noch Caribou Crossing hieß. In diesem größten Haus des Dorfes verbrachte er die Winter, während er in der wärmeren Zeit weiterhin am Tagish Lake jagte und Fallen stellte. Er begann bald häufig nach Dawson zu gehen, geriet dort in die Gesellschaft von Trinkern und Prassern und wurde selbst alkoholkrank. Um den Rest seines Vermögens vor Verschwendung zu sichern, gab er es 1905 in Verwahrung. Seine Frau Daakuxda.éit verließ ihn nach mehreren Versöhnungsversuchen und kehrte in ihr Dorf zurück. Seiner Schwester Kate erging es ähnlich. George Carmack ließ sie ohne jedes Vermögen zurück und heiratete in Kalifornien eine andere Frau. Keish baute seiner Schwester ein Häuschen in Carcross.
1912 richteten Keish und der Daklaweidi-Clan das letzte traditionelle Potlatch – für Dawson Charlie – aus. Dies war bereits gesetzwidrig, denn die großen Feierlichkeiten waren durch die Regierung 1884 verboten worden, ein Verbot, das bis 1951 gültig war.
Keish starb nach langer Krankheit 1916 in Whitehorse. Aus seiner Familie überlebten ihn seine Tochter Saayna.aat (Daisy Mason), sowie Patsy Henderson, seine Schwester Kate Carmack und ein Cousin namens Tagish John. Er wurde auf dem Friedhof von Carcross beigesetzt, genauso wie seine Schwester.
Während in der euro-amerikanischen Geschichtsschreibung die Tatsache für besonders bedeutend gehalten wird, dass er den Klondike-Goldrausch auslöste und überaus vermögend wurde, werden in der mündlichen Überlieferung der Tahltan und Tlingit seine starken Clan- und Familienbande hervorgehoben und insbesondere die Fürsorglichkeit für seine Schwester und seine Tochter.
Am 5. Juni 1994 ehrte die kanadische Regierung, vertreten durch den für das Historic Sites and Monuments Board of Canada zuständigen Minister, Keish für sein Mitwirken bei der Entdeckung der Goldfelder am Yukon und erklärte ihn zu einer „Person von nationaler historischer Bedeutung“.